# Meleaba theclaria
Meleaba theclaria is een vlinder uit de familie van de uraniavlinders (Uraniidae). De wetenschappelijke naam van de soort is voor het eerst geldig gepubliceerd in 1861 door Walker.